# Пакистан на Светском првенству у атлетици у дворани 2016.
Пакистан је учествовао на 16. Светском првенству у атлетици у дворани 2016. одржаном у Портланду од 17. до 20. марта дести пут. Репрезентацију Пакистана представљао је један атлетичар који се такмичио у трци на 60 метара.,
На овом првенству такмичар Пакистана није освојио ниједну медаљу нити је остварио неки резултат.

## Учесници
Мушкарци:
- Syed Muhammad Aoun — 60 м

## Резултати

### Мушкарци
| Атлетичар          | Дисциплина | Лични рекорд | Квалификације | Квалификације | Полуфинале           | Полуфинале           | Финале               | Финале       | Детаљи |
| Атлетичар          | Дисциплина | Лични рекорд | Резултат      | Место         | Резултат             | Место                | Резултат             | Место        | Детаљи |
| ------------------ | ---------- | ------------ | ------------- | ------------- | -------------------- | -------------------- | -------------------- | ------------ | ------ |
| Syed Muhammad Aoun | 60 м       | 7,06         | 7,16          | 8. у гр. 6    | Није се квалификовао | Није се квалификовао | Није се квалификовао | 50 / 53 (56) |        |